# 西部省 (所羅門群島)
西部省（Western Province）是所羅門群島西南部的一個省，主島為新喬治亞群島。面積5,475平方公里，1999年人口62,739人。首府吉佐。